# Dalian
Dalian  (Chinees: 大連市 / 大连市, Pinyin: Dàlián Shì) (uitgesproken als [daa-ljen]) is een subprovinciale stad in de noordoostelijke provincie Liaoning van de Volksrepubliek China in het noordoosten van het land (Dongbei) en de noordelijkste ijsvrije stad van het land.
De prefectuur, waarbinnen de stad ligt, omvat het schiereiland Liaodong en bestaat naast Dalian ook uit de veel kleinere stad Lüshunkou (historisch Port Arthur of Ryojun genoemd). De stad ligt grofweg op het midden van het schiereiland ten westen van de Gele Zee en ten oosten van de Bohaizee op de landengte van het schiereiland. De prefectuur heeft een kustlijn van 1906 kilometer en omvat ook 260 eilanden en riffen. Het schiereiland ligt ten zuidwesten van de monding van de rivier de Yalu. De stad ligt aan de Dalianbaai, een van de subbaaien van de Koreabaai, waarin de Yalu uitmondt.
De stad telde bij de volkstelling van 2020 ongeveer 4,9 miljoen inwoners. In de prefectuur woonden in 2020 7.450.785 mensen op een oppervlakte van 13.238 km².

## Geschiedenis

### Vroege geschiedenis
De stad werd waarschijnlijk gesticht door het zogenaamde volk der Sushen rond ongeveer 4000 v.Chr., waarover verder weinig bekend is.
Tijdens de Qin en Han-periode, tussen ongeveer 200 voor en 200 na Chr. stond het gebied rond Dalian onder jurisdictie van Liaodong. Door zijn gunstige geografische ligging vormde de plaats reeds in de 6e eeuw een belangrijke haven. Tijdens de vroege Tang-dynastie (618-907) stond de plaats onder jurisdictie van de prefectuur Andong in de regio Jili en tijdens de Liao-dynastie onder jurisdictie van de regio Dong Jing Tong Liaoyang.
De naam van de plaats was achtereenvolgens Shanshan Pu tijdens de Wejinperiode (220-420), Shanpu tijdens de Tang-periode (618-907) en daarna Qingni Pu. Na de verovering van de stad in 1371 door keizer Hongwu van de Ming-dynastie werd de stad hernoemd tot Qingni Wa of zeehaven Shanshan. Tijdens de Qing-periode (1644-1911) werd de stad vervolgens Qing Niwakou genoemd.

### Europese interventies
Tijdens de Qing-periode werd de haven bezet door het Britse Rijk in 1858 als gevolg van de Tweede Opiumoorlog (Verdrag van Tianjin), maar werd weer teruggegeven in de jaren 80 van de 19e eeuw. In de jaren 80 liet de Chinese regering daarop landingsbruggen en fortificaties bouwen met ingebouwde kanonnen om de haven tot marinebasis te maken. Ook zette ze mijnbouwkampen op aan de noordelijke kust van de Golf van Dalian, waardoor de plaats uitgroeide tot een kleine stad. De haven werd tot het steunpunt voor de Chinese Noordelijke Vloot gemaakt, die echter in 1894 ten onder ging tijdens de Eerste Chinees-Japanse Oorlog. Een jaar later veroverde het Keizerlijke Japanse Leger de stad en het hele schiereiland tijdens deze oorlog. Duitsland, Frankrijk en het Russische Rijk zetten echter druk op Japan om het gebied terug te geven tijdens de zogenaamde Drie Landen-interventie. Japan trok zijn troepen terug en in 1897 trokken Russische interventietroepen de haven van de stad binnen.

### Russisch lease-gebied
De verzwakte Qing-dynastie gaf het hele schiereiland in pacht aan de Russen (Liaodong-leengebied) vanaf 1898. De Russen bouwden de stad uit volgens een modern patroon en gaven het de naam Dalny ("ver"). De Trans-Siberische spoorlijn werd doorgetrokken naar de stad in de vorm van de (enkelsporige) Trans-Mantsjoerische spoorlijn vanaf Harbin en de haven van Dalny werd uitgebouwd van een bescheiden vissershaven tot een moderne handelshaven, die uitgroeide tot de belangrijkste haven van het Russische Rijk in Azië, daar ze het hele jaar vrij was van ijs. De Russen lieten de stad en Port Arthur (China) zwaar versterken tegen mogelijke aanvallen van de Japanners en bouwden de marinehaven verder uit. Tijdens de Russisch-Japanse Oorlog werden beide steden aangevallen door de Japanners. Na de door de Russen verloren Slag om Nanshan werd Dalny zonder tegenstand ingenomen door de Japanners. De Belegering van Port Arthur en de daarop volgende val van de stad was een van de grootste nederlagen uit de Russische geschiedenis en zorgde voor een grote schok in Europa.

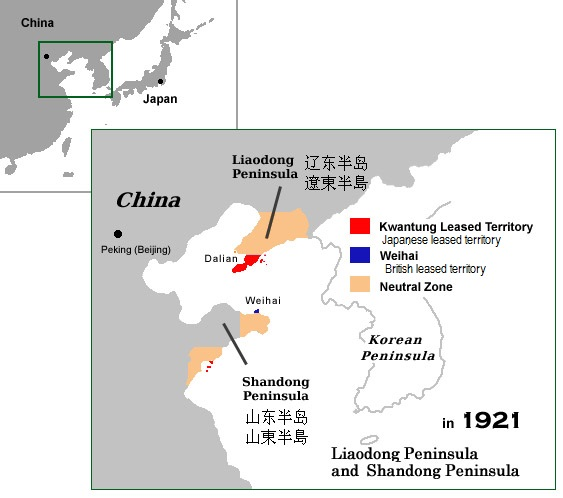
Het Leasegebied in 1921

### Japans lease-gebied
Bij het Verdrag van Portsmouth uit 1905 nam Japan de leaserechten van het Kwantung-leengebied (of Guandongzhou) van het Russische Rijk over. Vanaf 1932, toen de Japanse staat Mantsjoekwo in Mantsjoerije werd opgezet, werd het gebied door de Japanse staat daarvan geleased. De stad werd uitgebreid en werd door de Japanners in hoog tempo ontwikkeld in de jaren 30 en het begin van de jaren 40 tot de belangrijkste haven en logistieke centrum van Mantsjoekwo. In 1937 werd de stad onderverdeeld in twee stadsdelen; Dairen (het latere Dalian) en Ryojun (Port Arthur; nu Lüshunkou). Ryojun werd het bestuurlijk centrum van het gebied en Dairen werd -eveneens in 1937- het bestuurlijk centrum van Kwangtung. Tijdens de Tweede Wereldoorlog bleef de stad grotendeels gespaard voor verwoestingen.

### Sovjet-Chinees bestuur
Tijdens Operatie Augustusstorm in 1945 veroverde het Rode Leger de stad. De stad werd vervolgens tot 1955 bestuurd door een gezamenlijke Chinees-Russische communistische regering. De namen van beide steden werden veranderd naar Dalian en Lüshun (later Lüshunkou). In deze periode werden met name de industrie en de haven verder ontwikkeld. In 1950 werden Lüshun en Dalian samengevoegd tot de stad Luda (Lǚdà; 旅大; samengestelde naam uit Lüshun en Dalian).
In 1954 bracht Nikita Chroesjtsjov een bezoek aan Lüshun om de overdracht van de stad aan de Chinese autoriteiten te regelen en een jaar later ging de stad definitief over in Chinese handen.

### Chinees bestuur
Na het vertrek van de Sovjets bouwde China de stad uit tot een belangrijk centrum voor de scheepsbouw. In de jaren 50 en 60 groeide de stad uit tot een centrum voor de zware industrie. In 1976 kwam een nieuwe haven voor olietankers gereed, met een pijpleiding vanaf de olievelden van Daqing, waarop de haven de grootste oliehaven van China werd. In 1981 werd de naam van de stad veranderd naar Dalian.
In de jaren 90 profiteerde de stad van het gemeentelijk beleid van burgemeester en provinciale partijfunctionaris Bo Xilai (de zoon van de belangrijke partijleider Bo Yibo), die onder andere fietsen uit de stad verbande, grote groene parken liet aanleggen en het stadsbeeld verbeterde. Ook liet hij veel van de Russische en Japanse historische gebouwen restaureren. Wel was hij tevens verantwoordelijk voor veel leegstand van gebouwen (die vaak werden gebouwd met twijfelachtige leningen), overontwikkeling en corruptie. Xilai werd later Minister van Handel.

## Klimaat
| Maand                  | jan  | feb  | mrt | apr  | mei  | jun  | jul  | aug  | sep  | okt  | nov | dec  | Jaar |
| ---------------------- | ---- | ---- | --- | ---- | ---- | ---- | ---- | ---- | ---- | ---- | --- | ---- | ---- |
| Gemiddeld maximum (°C) | −0,4 | 1,4  | 7,2 | 14,6 | 20,2 | 24,2 | 26,6 | 27,3 | 23,9 | 17,5 | 9,7 | 3,1  | 14,6 |
| Gemiddeld minimum (°C) | −6,8 | −5,0 | 0,2 | 6,6  | 12,2 | 17,2 | 21,0 | 21,6 | 17,4 | 10,6 | 2,8 | −3,5 | 7,9  |
|                        |      |      |     |      |      |      |      |      |      |      |     |      |      |
| Neerslag (mm)          | 9    | 6    | 12  | 25   | 47   | 83   | 140  | 155  | 65   | 29   | 20  | 11   | 602  |
| Bron: WeerOpReis.com   |      |      |     |      |      |      |      |      |      |      |     |      |      |

## Economie

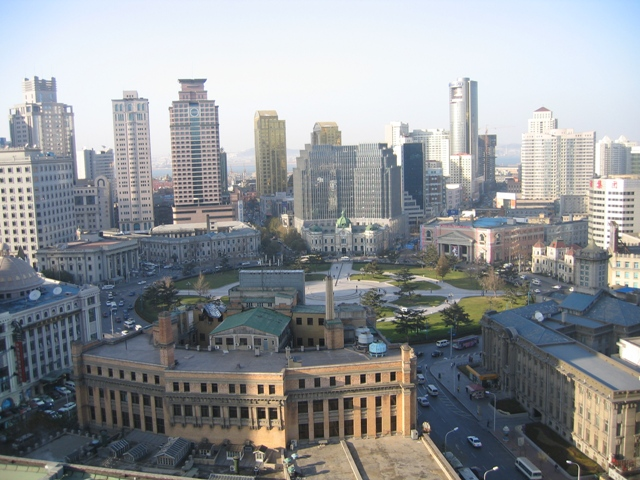
Zhongshan-plein vanuit de lucht

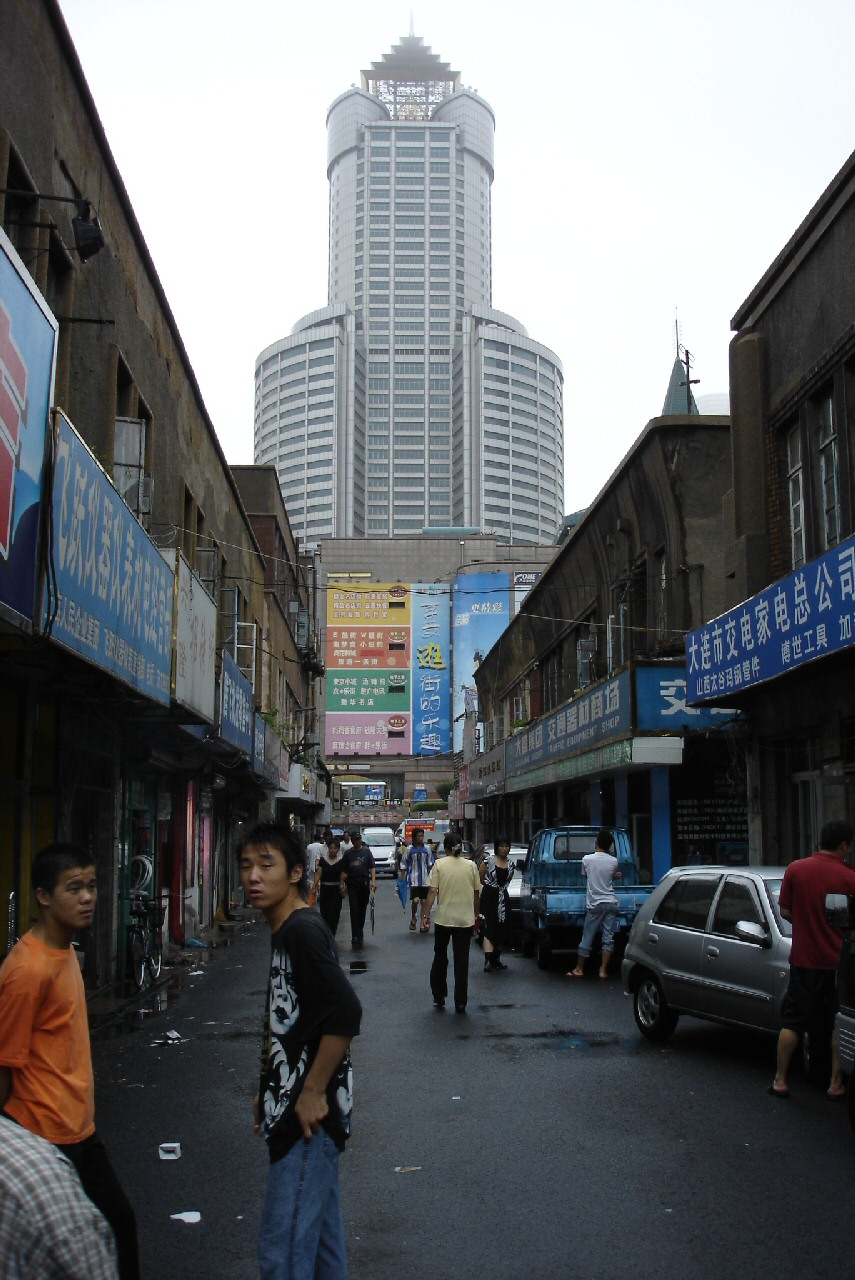
Straatbeeld met bankgebouw op de achtergrond

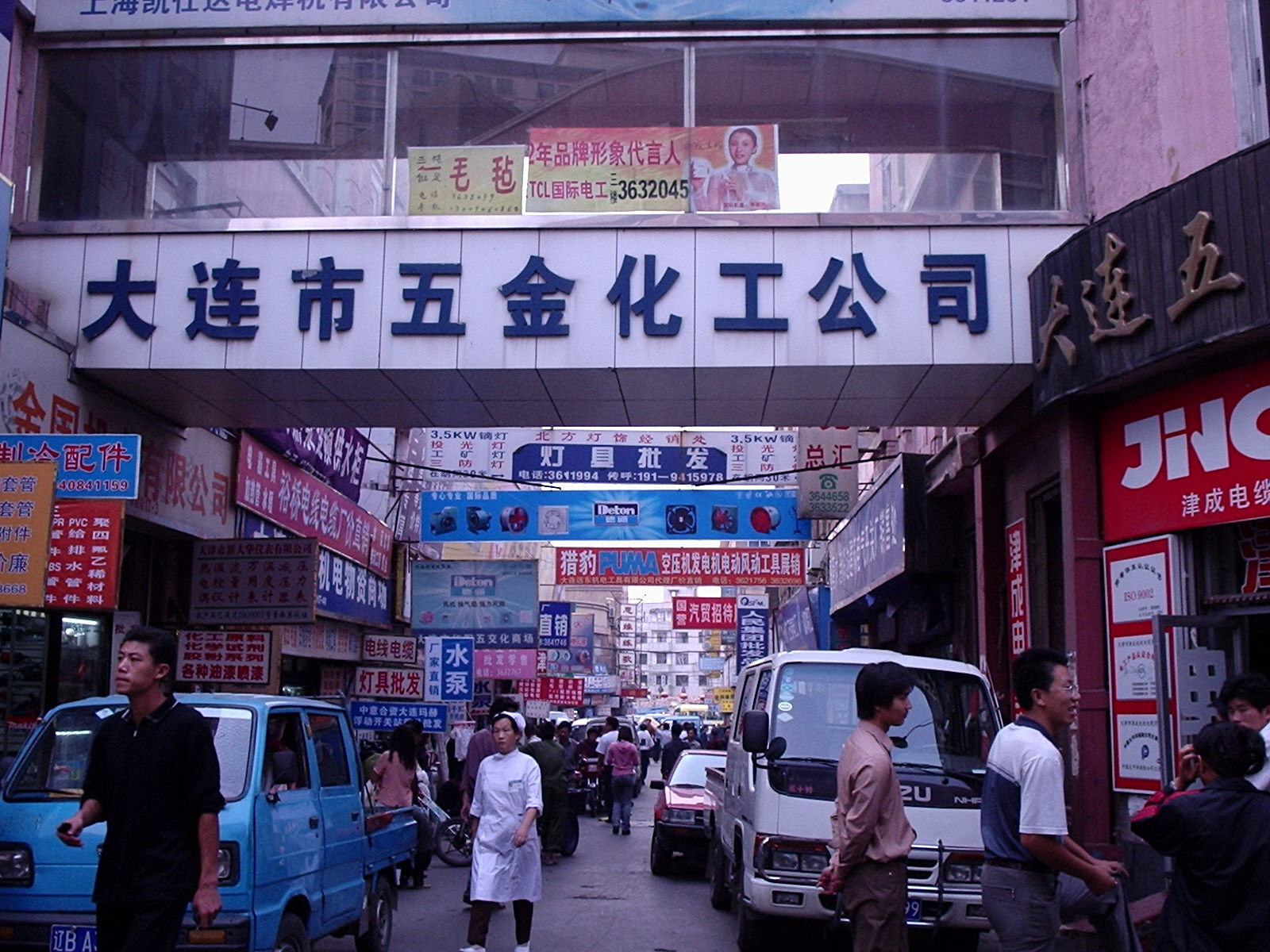
Drukke straat in het stadscentrum

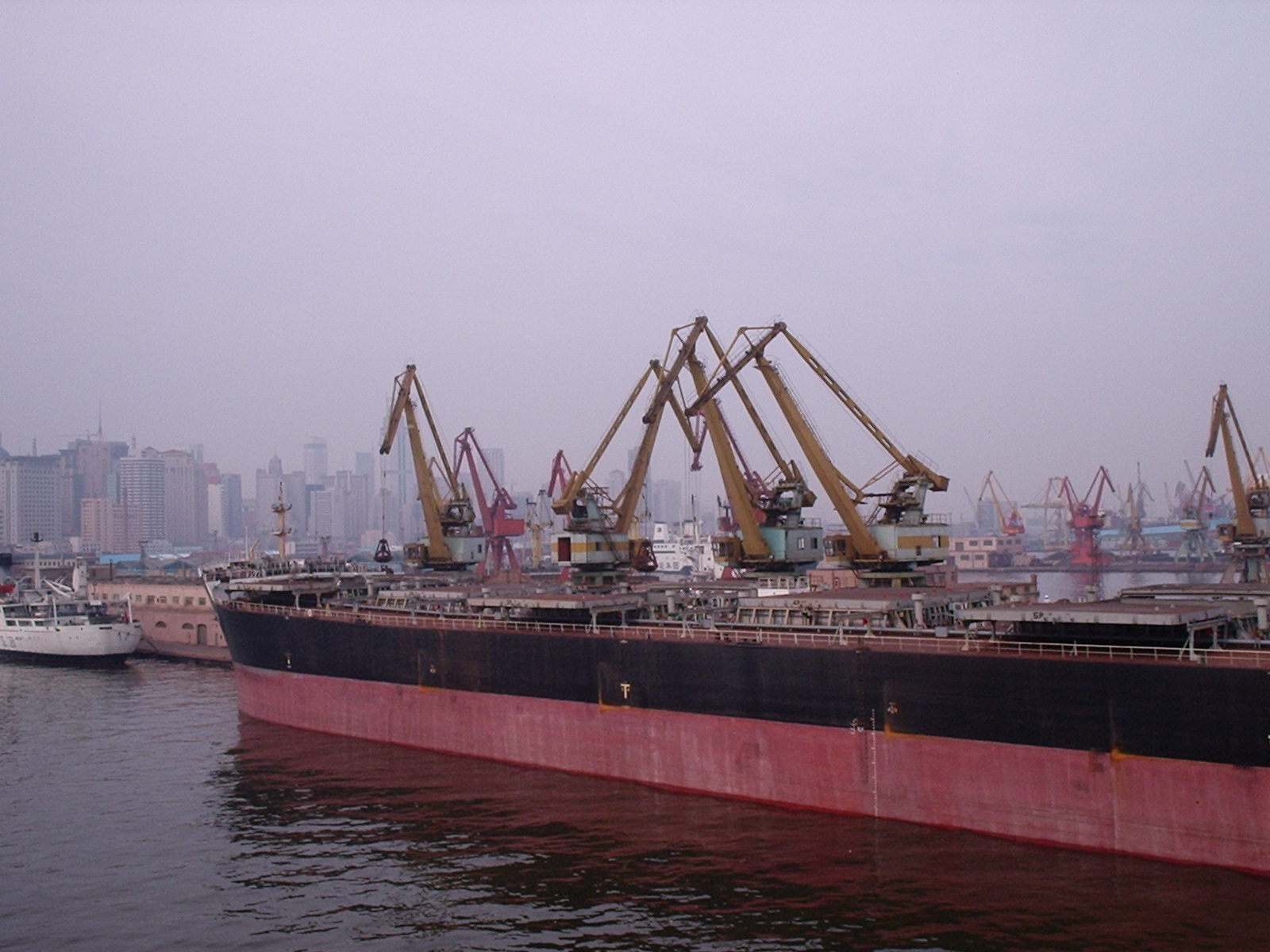
Havenwerken

Dalian is de belangrijkste handelshaven van Noordoost-China. De haven is bezig zich te ontwikkelen tot een belangrijke haven voor internationale handel. Ook heeft de stad de grootste oliehaven van China en de op twee na grootste haven van China. Dalian is daardoor tevens een belangrijk centrum voor olieraffinage, dieseltechniek en de chemische industrie. De haven is tevens de belangrijkste marinehaven van China.
In Dalian ligt ook de staalfabriek van Dalian Special Steel, een onderdeel van de Dongbei Special Steel-groep.
Vanwege haar positie heeft de stad veel voordelen verkregen van de Chinese overheid, waaronder sinds 1984 de titel van "open stad", waarmee het werd aangewezen als Speciale Economische Zone. Hierdoor heeft de stad toegang tot grote buitenlandse investeringsstromen.
Dalian wordt gezien als een "modelstad" voor stedelijke planning in China en wordt ook beschouwd als een van de groenste steden van China.

## Openbaar vervoer
Dalian beschikt over een metrosysteem, de metro van Dalian. Het systeem bestaat uit één lijn, maar er zijn meerdere lijnen gepland.
Tien kilometer ten noordwesten van het stadscentrum bevindt zich de internationale luchthaven Dalian Zhoushuizi.

## Stedenbanden
- Adelaide (Australië)
- Bremen (Duitsland)
- Rostock (Duitsland)
- Enschede (Nederland), sinds 2009.
- Glasgow (Verenigd Koninkrijk)
- Houston (Verenigde Staten)
- Dallas (Verenigde Staten)
- Oakland (Verenigde Staten)
- Incheon (Zuid-Korea)
- Kitakyushu (Japan)
- Maizuru (Japan)
- Le Havre (Frankrijk)
- Ohrid (Macedonië)
- Pointe-Noire (Congo-Brazzaville)
- Szczecin (Polen)
- Vancouver (Canada)
- Vladivostok (Rusland)

## Geboren in Dalian
- Guo Jie (1912-2015), atleet
- Jia Xiuquan (1963), voetballer
- Ren Xiujuan (1974), langeafstandsloopster
- Dong Fangzhuo (1985), voetballer
- Zhou Haibin (1985), voetballer